# Grand Prix de Tennis de Lyon 1993
Il Grand Prix de Tennis de Lyon 1993 è stato un torneo di tennis giocato sul cemento indoor. Si è giocato al Palais des Sports de Gerland di Lione in Francia. È stata la 7ª edizione del torneo, che fa parte della categoria ATP World Series nell'ambito dell'ATP Tour 1993. Il torneo si è giocato dal 18 al 25 ottobre 1993.

## Campioni

### Singolare maschile
Pete Sampras ha battuto in finale  Cédric Pioline con il punteggio di 7–6(5), 1–6, 7–5.

### Doppio maschile
Gary Muller /  Danie Visser hanno battuto in finale  John-Laffnie de Jager /  Stefan Kruger con il punteggio di 6–3, 7–6.